# Савитайпале
Савитайпале (фин. Savitaipale) — село и община на юго-востоке Финляндии в области Южная Карелия. Община является популярным местом летнего дачного отдыха.

## Этимология названия
Существует несколько версий происхождения названия Савитайпале, например, есть предположение, что изначально название имело форму Саи-таипале (фин. taipale «во́лок»), в которой компонент Саи указывает на озеро Сайма. Другая версия более вероятна: люди волоком перебирались на лодках с озера Куолимо на озеро Сайма через залив Савилахти (фин. savi «глина», фин. lahti «залив»). Предполагается, что название Савитайпале восходит к волоку, который проходил через глинистый берег залива Савилахти.

## География
Савитайпале находится на юго-востоке Финляндии в северо-западной части области Южная Карелия. Село Савитайпале расположено на юго-восточном берегу озера Куолимо. Куолимо впадает в озеро Сайма в двух местах, через пороги Партакоски и Кярнянкоски. Вдоль Савитайпале проходит трасса 13, которая соединяет города Лаппеэнранта и Миккели.

### Климат
В 2016 году в рейтинге финской газеты Ilta-Sanomat под названием «Самая летняя община в Финляндии» коммуна Савитайпале заняла пятое место. В рейтинге учитывалась статистика летних погодных условий, выпавших осадков, регистрируемых брачных союзов во время лета и даже зачатых летом детей.

## История
На территории общины Савитайпале были найдены поселения со времён каменного века. Первые упоминания деревень Савитайпале в летописях датируются 1540 годом, когда проводилась налоговая реформа королём Швеции Густавом Ваза. В 1639 году была основана волость Савитайпале. До этого Савитайпале относилась к Тайпалсаари.
По итогам русско-шведской войны (1741—1743) Савитайпале перешло к России. В 1791 году под руководством генерала А. В. Суворова началось строительство оборонительной системы в юго-восточной Финляндии для защиты Санкт-Петербурга от возможной атаки со стороны шведов. На территории нынешней общины Савитайпале были построены два форта Кярнякоски и Ярвитайпале. Форты не провели ни дня в сражениях и были упразднены в 1809 году в связи с завоеванием Россией всей Финляндии.

## Достопримечательности

### Церковь Савитайпале

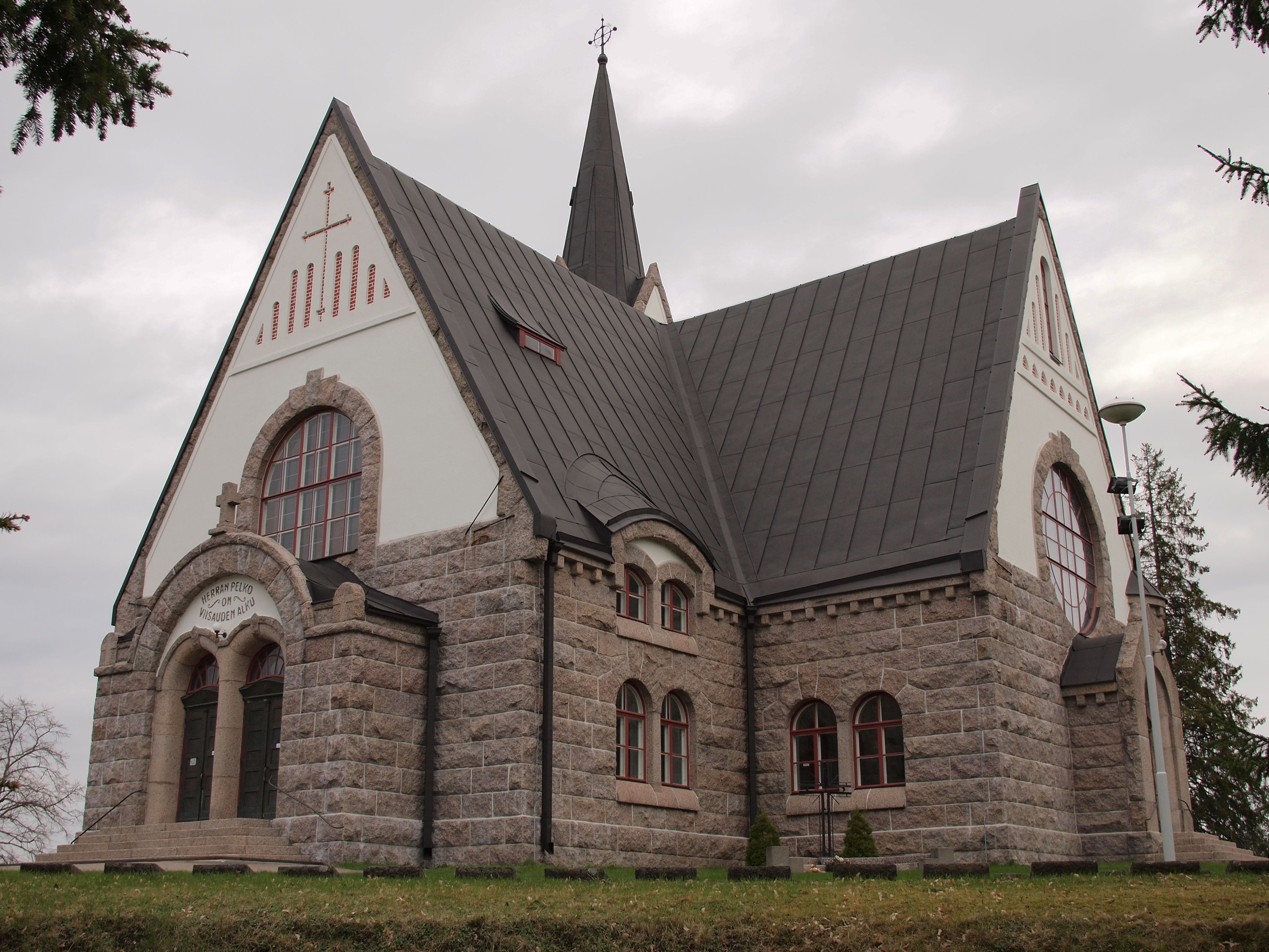
Церковь Савитайпале

Церковь построена в 1921—1924 по проекту Йозефа Стенбека в национально-романтическом стиле. Гранит рапакиви, из которого выстроена церковь, привозился из ближайшей деревни Каскейнкюля. В церковном приходе Савитайпале эта церковь по счёту седьмая. Старое здание церкви сгорело 24 апреля 1918 во время гражданской войны. Новый орган был изготовлен в 1979 году Хансом Хайнрихом. Он может звучать в 33 звуковых регистрах.

### Форт Кярнякоски
Форт Кярнякоски и редут Партакоски были построены в 1791 году под руководством генерала Суворова для защиты Санкт-Петербурга. В 1809 году эти объекты утратили оборонительные функции, так как русско-шведская граница была значительно отодвинута на запад и проходила по реке Торнионйоки. 1980-е годы на территории форта и редута проводились реставрационные работы. На апрель—июль 2021 года на территории Кярнякоски было намечено проведение археологических исследованиё.

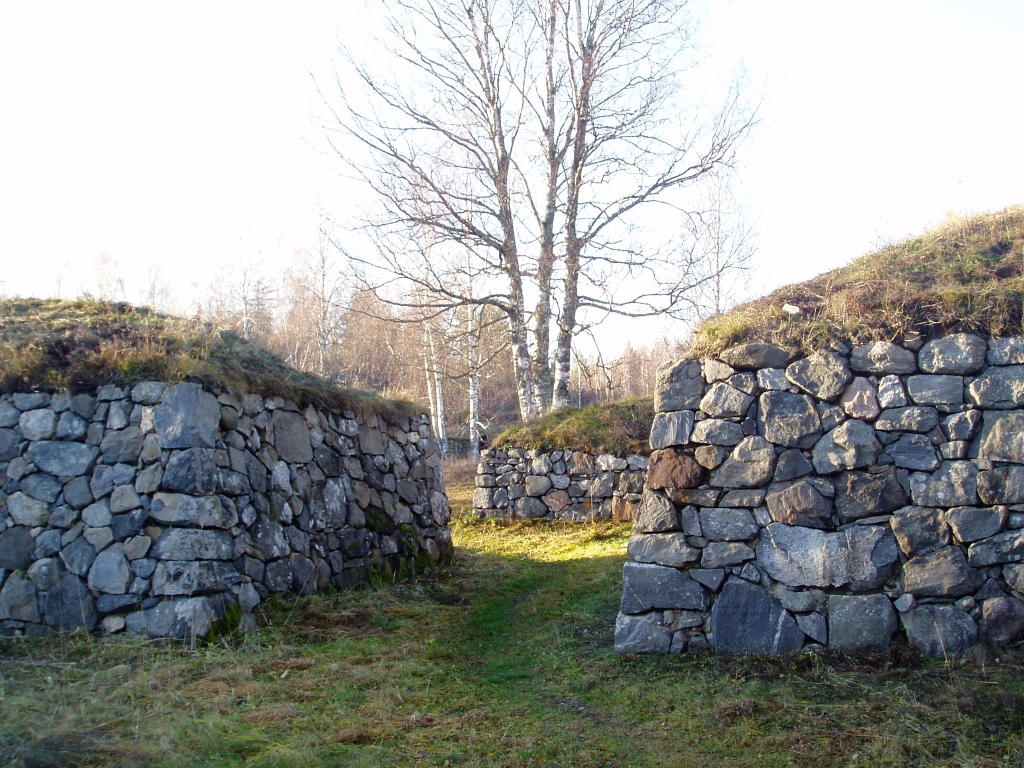
Восстановленные стены форта Кярнякоски

## Демография
Население общины Савитайпале составляет 3613 человек (2015). В общине наблюдается долгосрочная убыль населения, значительная часть нынешних жителей общины — пенсионеры 39,2 % (2014).

## Транспорт
Савитайпале находится вдоль государственной трассы 13. Расстояние до города Лаппеэнранта — 37 километров, до Миккели — 70 км. Между городами имеется автобусное сообщение, и автобусы ходят каждый день.

## Образование
В Савитайпале есть две школы: начальная школа в Хейтуйнлахти (1-6 классы) и средняя школа имени Европеуса (1-9 классы). Также в общине есть гимназия (основана в 1971 году), общее количество учащихся которой не превышает 150 человек.

## Культура

### Музыка
В начале июля проводится джазовый музыкальный фестиваль Савитайпале Сои (фин. Savitaipale Soi).

### Спорт
В Савитайпале имеются богатые спортивные возможности. В общине имеются футбольный стадион (поле с искусственным покрытием), хоккейный стадион, стадион для кёрлинга, теннисный стадион, теннисные корты, освещённые лыжные трассы и катки. Местная спортивная организация «Савитайпалеэн урхейлият» (фин. Savitaipaleen urheilijat), одним из основателей которой был Йоонас Мюуря, участвует в соревнованиях по хоккею, футболу, флорболу, волейболу, лыжам и лёгкой атлетике. Также ежегодно в Савитайпале проводятся женские теннисные турниры ITF Savitaipale Ladies Open.

### Музеи
- Музей Давида Европеуса. Давид Европеус (1820—1884) — знаменитый финский фольклорист, археолог, этнограф. В музее представлена его рабочая комната и представлена его биография. В центре Савитайпале в честь учёного установлен памятник.
- Музей строителей церквей. Постоянная экспозиция музея рассказывает о местных строителях церквей Юхана и Матти Салоненах, а также Тааветти Рахикайнене. Также в музее представлена утварь из старых церквей Савитайпале.

## Известные уроженцы и жители
- Йоонас Мюуря — двукратный олимпийский чемпион по метанию копья
- Давид Эммануель Даниэль Европеус — финский фольклорист, археолог, этнограф